# マルク・リー

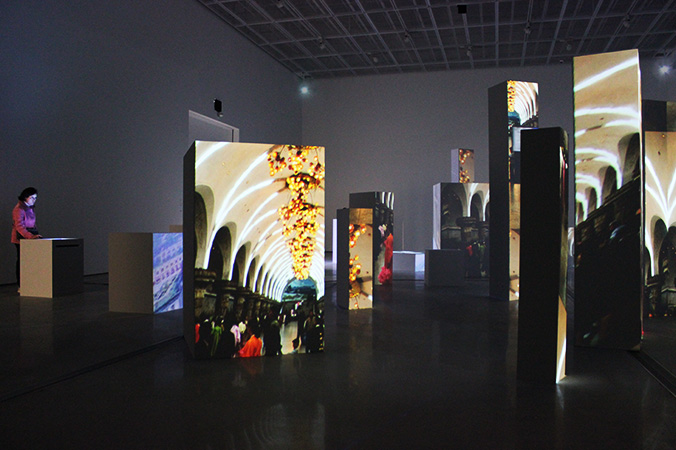
10.000 Moving Cities, 国立現代美術館 (韓国)。

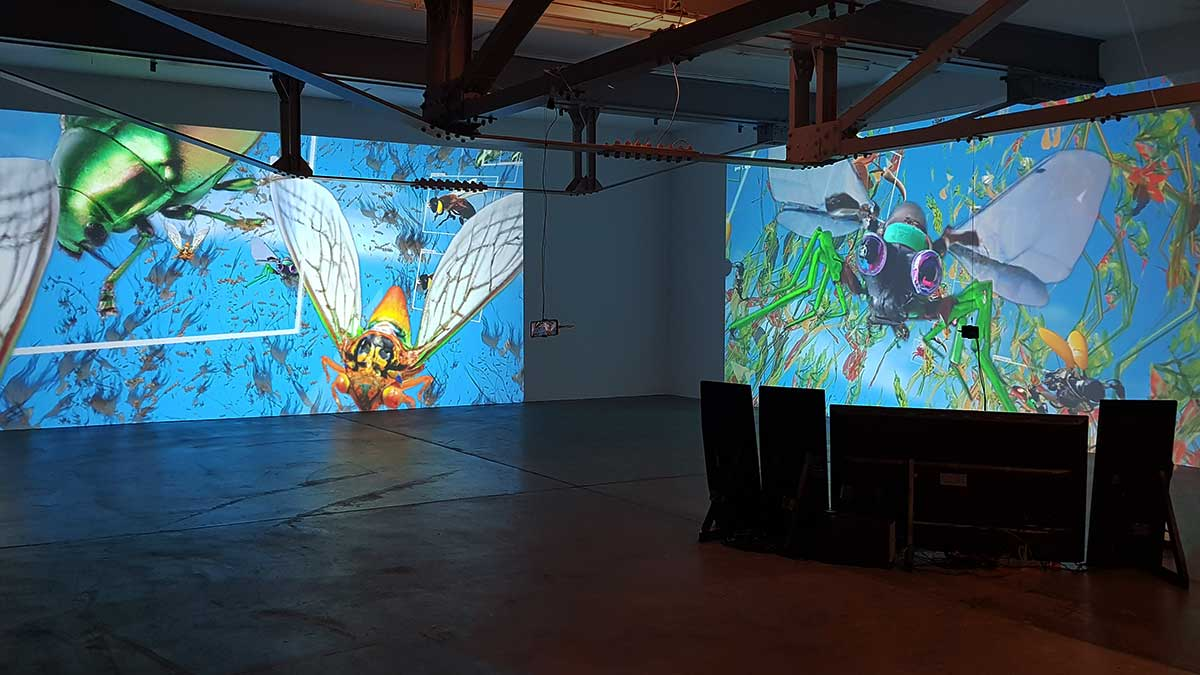
Speculative Evolution, クンストハレ・シャフハウゼン（スイス）。

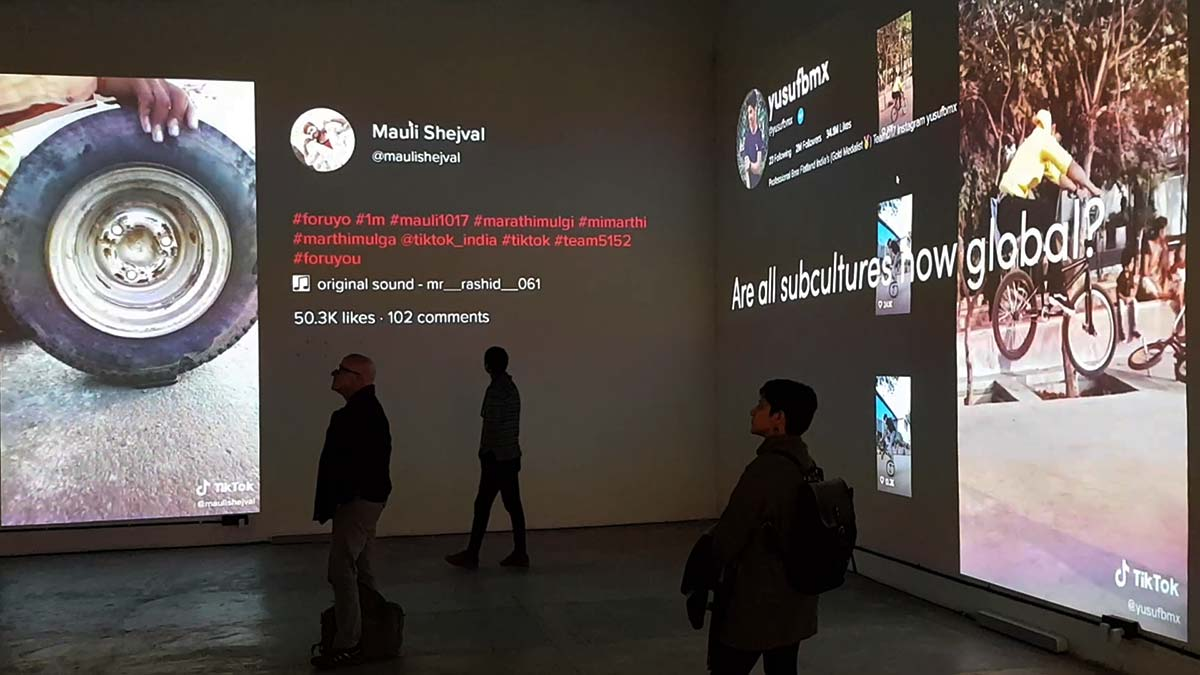
Unfiltered – Tiktok and the Emerging Face of Culture, インド・アートフェア・ニューデリー

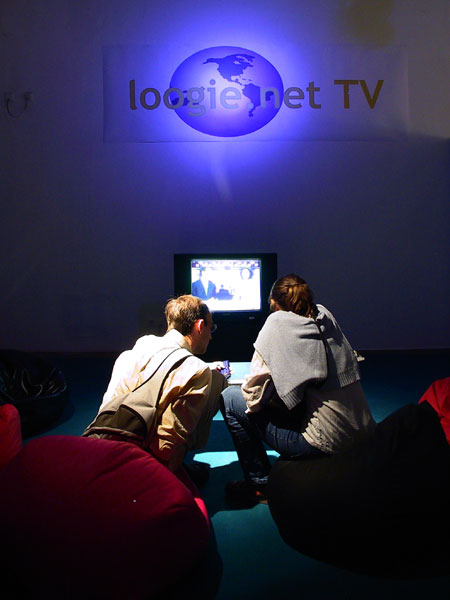
Loogie.net TV, アルス・エレクトロニカ リンツ（オーストリア）。

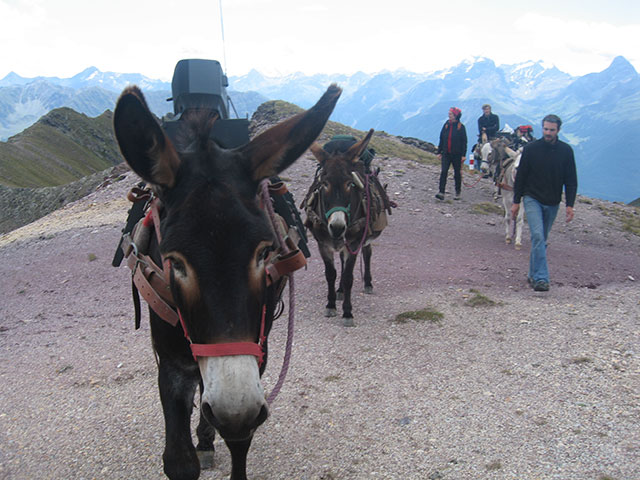
Media Donkeys, マルトゥエル（スイス）。

マルク・リー（Marc Lee、1969年3月17日 - ）は、はスイスの現代美術家である。各種メディアを駆使した芸術活動で知られる。作品のジャンルは、インスタレーション、インターネットアート、パフォーマンスアート、ビデオアート、コンセプチュアル・アートなどにわたり、きわめて多様である。

## 経歴
1995年から1999年までバーゼル・スクール・オブ・デザインのファイン・アーツ科で、2000年から2003年までチューリッヒ芸術大学のニューメディア科で学ぶ。リアルタイム処理、コンピュータープログラムによるオーディオビジュアルインスタレーション、AR、VR、モバイルアプリを中心に活動。創造的、文化的、社会的、生態学的、政治的、思索的な側面を批評的に反映している。彼の作品は、以下のような主要な美術館やニューメディアアートの展覧会で展示されている： カールスルーエ・アート・アンド・メディア・センター、ニュー・ミュージアム・オブ・コンテンポラリー・アート ニューヨーク、国立現代美術館 (韓国)、ISEA光州とパリ、トランスメディアーレ・ベルリン、アルス・エレクトロニカ・リンツなど、主要な美術館やニューメディア・アートの展覧会で作品を発表しており、シュトゥットガルト・エクスパンデッド・メディア・アワード・フォー・ネットワーク・カルチャー（2024年）、パックス・アート・アワード・バーゼル（2021年）、ソーシャルメディア・アート・アワード・ヴォルフスブルク（2015年）、Netartアワード・ハンブルク（2008年）、トランスメディアーレ・アワード（2002年）などの主要な賞を受賞している。

## アートプロジェクト（セレクション）
- 10.000 Moving Cities - Same but Different は、Marc AugéのエッセイNon-place（1992年）で述べられているように、私たちの地球がいかに均質化されつつあり、いかにグローバリゼーションがより多くの「ローカル・アイデンティティのない場所」を生み出しているかを探求している。10.000 Moving Cities では、すべての都市に同じ建物があるが、建物の外観の情報は常に異なっている。選ばれた場所について、ソーシャル・ネットワーク上でリアルタイムに検索される[1]。
- Used to be my home too は、私たちの豊かな生物多様性と、同時に絶え間なく続く種の絶滅をリアルタイムで写真に収めている。 この実験では、見知らぬユーザーが携帯電話でINaturalistにアップロードした植物、菌類、動物の写真が表示される。これらは、撮影された正確な位置がグーグルアース上にマッピングされている。さらに、同じ国に生息し、過去30年以内に絶滅した分類学的に類似した種が、レッドリストを通じてリアルタイムで割り当てられている[2]。
- YANTO - yaw and not tip over は、遺伝子工学、合成生物学、人工知能など、種の枯渇や気候の崩壊に対するテクノ・ソリューション主義的アプローチの限界に疑問を投げかける、養殖の未来に関する投機的シミュレーションである。物語の舞台は、AIと合成生物学が連携して養殖種のために最適化された環境を作り出すという推測の世界である。AIを搭載したシミュレーターが、微妙な生態系のバランスをとるためにハイブリッド種を作り出す[3]。
- Speculative Evolution は、30年後の生態系を想像している。そこでは、人工知能とバイオテクノロジーが協力して、ますます過酷になる環境に耐えられるように種を創造し、最適化している。AIエージェントの視点から、観客は動物、菌類、植物、ロボットの新しいバリエーションを創造し、これらの人工的に変異した種と一緒に飛行し、変化する生態系を観察するよう誘われる[4]。